# 12367 Ourinhos
12367 Ourinhos è un asteroide della fascia principale. Scoperto nel 1994, presenta un'orbita caratterizzata da un semiasse maggiore pari a 2,2493425 UA e da un'eccentricità di 0,1412736, inclinata di 2,30672° rispetto all'eclittica.